# أوستريا فيينا
نادي أوستريا فيينا لكرة القدم (بالألمانية: FK Austria Wien) نادي كرة قدم نمساوي يلعب في دوري الدرجة الممتازة . تم تأسيس النادي في سنة 1911 .